# 维亚莱
维亚莱（義大利語：Viale），是意大利阿斯蒂省的一个市镇。总面积3.96平方公里，人口274人，人口密度69.2人/平方公里（2009年）。ISTAT代码为005114。